# INSPIRE
INSPIRE (Infrastructure for Spatial Information in the European Community), în limba română Infrastructura pentru informații spațiale în Comunitatea Europeană, este o directivă a Comisiei Europene care a fost inițiată pentru a îmbunătăți coordonarea la nivel comunitar între autoritățile statelor membre, pentru a suplini lipsa standardelor aferente datelor spațiale și pentru a depăși restricțiile politice privind geo-informațiile necesare implementării politicilor comunitare din domeniul mediului.
Baza de date INSPIRE va fi folosită inclusiv în evaluarea riscurilor pentru societățile de asigurare, în organizarea și funcționarea activității în domeniul comunicațiilor, agriculturii, turismului, precum și în exploatarea resurselor naturale.
Directiva INSPIRE a intrat în vigoare în anul 2007.

## INSPIRE în România
România a întârziat adoptarea documentului, determinând Comisia Europeană să demareze procedura de infringement.
Romania a ajuns în ultima etapă a fazei precontencioase, la un pas de Curtea Europeană de Justiție.
Într-un final, Guvernul României a adoptat la sfârșitul lunii ianuarie 2010 proiectul de act normativ privind înființarea unui portal de date informatice spațiale cu aplicații extinse în domeniul protecției mediului, cu doar câteva zile înainte de expirarea termenului limită impus de Comisia Europeană (CE).